# Рукометна репрезентација Литваније
Рукометна репрезентација Литваније представља Литванију у међународним такмичењима у рукомету. Налази се под контролом Рукометног савеза Литваније. Под овим именом репрезентација наступа од 1990. године, а пре тога играчи из Литваније учествовали су у саставу репрезентације Совјетског Савеза.

## Учешћа репрезентације на међународним такмичењима

### Олимпијске игре
Није учествовала

### Светска првенства
| Првенство      | Турнир                | Пласман   | ИГ | П | Н | И | ГД  | ГП  | ГР |
| -------------- | --------------------- | --------- | -- | - | - | - | --- | --- | -- |
| 1993. до 1995. | Није се квалификовала | -         | -  | - | - | - | -   | -   | -  |
| Јапан 1997.    | Осмина финала         | 10. место | 6  | 2 | 1 | 3 | 130 | 134 | -4 |
| 1999. до 2011. | Није се квалификовала | -         | -  | - | - | - | -   | -   | -  |
| Укупно         | 1/10                  |           | 6  | 2 | 1 | 3 | 130 | 134 | -4 |

### Европска првенства
| Првенство      | Турнир                | Пласман  | ИГ | П | Н | И | ГД  | ГП  | ГР  |
| -------------- | --------------------- | -------- | -- | - | - | - | --- | --- | --- |
| 1994. до 1996. | Није се квалификовала | -        | -  | - | - | - | -   | -   | -   |
| Италија 1998.  | Меч за 9. место       | 9. место | 6  | 2 | 1 | 3 | 138 | 151 | -13 |
| 2000. до 2012. | Није се квалификовала | -        | -  | - | - | - | -   | -   | -   |
| Укупно         | 1/10                  |          | 6  | 2 | 1 | 3 | 138 | 151 | -13 |